# Antheua gaedei
Antheua gaedei är en fjärilsart som beskrevs av Sergius G. Kiriakoff 1962. Antheua gaedei ingår i släktet Antheua och familjen tandspinnare. Inga underarter finns listade i Catalogue of Life.